# Devon Alexander
Devon Alexander (ur. 10 lutego 1987 w Saint Louis) – amerykański bokser, były zawodowy mistrz świata wagi półśredniej (do 147 funtów) federacji IBF. Były zawodowy mistrz świata organizacji WBC oraz IBF w kategorii junior półśredniej (do 140 funtów).

## Kariera amatorska
Stoczył 310 amatorskich pojedynków, z których 300 zakończył zwycięsko. Odnosił sukcesy w różnych turniejach juniorskich, a w 2004 został amatorskim mistrzem Stanów Zjednoczonych w kategorii lekkopółśredniej. W tym samym roku uczestniczył też w amerykańskich eliminacjach przedolimpijskich, jednak odpadł w finale tego turnieju i nie pojechał na igrzyska do Aten.

## Kariera zawodowa
Na zawodowstwo przeszedł w maju 2004. Do końca 2007 stoczył trzynaście zwycięskich pojedynków. 19 stycznia 2008 pokonał zdecydowanie na punkty byłego mistrza świata federacji WBO, DeMarcusa Corleya. Po tym pojedynku stoczył cztery kolejne zwycięskie walki, a następnie stanął przed szansą wywalczenia wakującego tytułu mistrza świata federacji WBC. 1 września 2009 zmierzył się z Juniorem Witterem. W przerwie między ósmą i dziewiątą rundą Witter został najpierw ostrzeżony przez sędziego, aby przestał klinczować, a chwilę później sam zrezygnował z kontynuowania pojedynku i nie wyszedł do walki w dziewiątej rundzie, tłumacząc się później, że odnowiła mu się kontuzja łokcia. Do czasu przerwania walki Alexander wygrywał pojedynek u wszystkich sędziów w stosunku 80-72, 79-73 i 79-73.
6 marca 2010 doszło do walki unifikacyjnej z mistrzem świata IBF, Juanem Urango. Amerykanin wygrał przez techniczny nokaut w ósmej rundzie – Urango dwukrotnie w tej rundzie leżał na deskach, a po drugim liczeniu sędzia zdecydował się przerwać pojedynek.
30 stycznia 2011 Devon doznał swojej pierwszej porażki z Timothym Bradleyem i stracił pas mistrzowski federacji WBC. Pojedynek zakończył się w dziesiątej rundzie po tym, jak obaj bokserzy zderzyli się głowami. Chwilę później lekarz uznał, że Alexander nie jest zdolny do dalszej walki. W tym momencie na punkty jednogłośnie (98-93, 97-93, 96-95) prowadził Bradley. Na ring powrócił 25 czerwca 2011 pokonując niejednogłośnie Lucasa Matthysse, dodatkowo był liczony w czwartej rundzie. 25 lutego 2012 pokonał jednogłośną decyzją mistrza świata WBA Marcosa Rene Maidane.
21 października 2012 Devon Alexander, po niezbyt ciekawej i uczciwej walce pokonał na punkty, byłego już mistrza świata Randall Baileya. Sędziowie punktowali jednogłośnie na korzyść Alexandra (116-110, 115-111, 117-109). Stawką pojedynku było mistrzostwo świata wagi półśredniej federacji IBF.
13 grudnia 2014 w Las Vegas w Nevadzie, przegrał jednogłośnie na punktu w stosunku 109:119  110:118 i 108:120 z Anglikiem Amirem Khanem.
4 sierpnia 2015 w Nowym Jorku przegrał niejednogłośną decyzją sędziów (114:113 Alexander i dwukrotnie 115:112 Berto) z Andre Berto (32-5, 24 KO).